# Sindacati intercomunali
Un sindacato intercomunale (in francese syndicat intercommunal) è, in Francia, un ente pubblico di cooperazione intercomunale, istituito con l’obiettivo di collaborare nella gestione di servizi di interesse intercomunale. Dotato di una propria struttura amministrata in modo indipendente, è regolato da normative e leggi che ne definiscono il quadro giuridico e regolamentare.

## Organizzazione
Il sindacato intercomunale è la forma più flessibile di cooperazione intercomunale. Questa modalità di collaborazione è regolata dalle parti legislative e regolamentari del Codice generale delle collettività territoriali, il cui articolo L.5212-1 stabilisce: «Il sindacato di comuni è un ente pubblico di cooperazione intercomunale che associa comuni per opere o servizi di interesse intercomunale.»
I sindacati di comuni si suddividono in due categorie:
- Sindacato intercomunale a vocazione unica (SIVU)
- Sindacato intercomunale a vocazione multipla (SIVOM)

Il rapporto "Solidarité et performance" del dicembre 2006, indirizzato al ministro delegato al Bilancio e alla riforma dello Stato da Pierre Richard, presidente del consiglio di amministrazione di Dexia, ha raccomandato la soppressione dei sindacati intercomunali, salvo decisione contraria del prefetto.
All'inizio del 2011, esistevano 11 844 sindacati intercomunali, numero in diminuzione di circa il 2,8% rispetto al 2010 e del 13,2% rispetto al 2007, tenuto conto della crescita regolare del numero di EPCI (enti pubblici di cooperazione intercomunale) con fiscalità propria, che assorbono competenze precedentemente gestite dai sindacati di comuni.

### Competenze
Le competenze dei sindacati intercomunali sono generalmente legate ad attività a rete, come la raccolta e il trattamento dei rifiuti domestici, la distribuzione di energia, le comunicazioni elettroniche, la gestione di un centro risorse informatiche.
Questi sindacati possono esercitare, per conto dei loro membri, numerose competenze, tra cui:
- Ristorazione collettiva
- Acqua
- Depurazione e smaltimento delle acque reflue
- Rifiuti domestici
- Antincendio

- Servizi scolastici
- Sviluppo economico
- Urbanistica
- Elettrificazione
- Abitazione

- Ambiente
- Turismo
- Tempo libero
- Porti - corsi d’acqua
- Varie